# Coenonympha leander

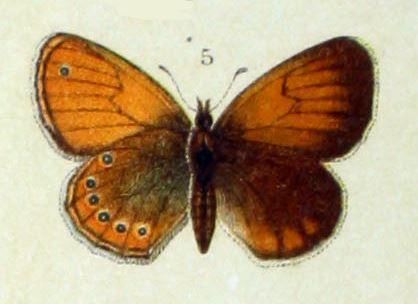
Coenonympha corinna aus Arnold Spuler: Die Schmetterlinge Europas

Coenonympha leander, auch Russischer Heufalter, ist ein Schmetterling (Tagfalter) aus der Familie der Edelfalter (Nymphalidae), der von Südosteuropa bis nach Mittelasien vorkommt. Das Artepitheton leitet sich von Leander, dem Geliebten der Hero, ab.

## Beschreibung
Das Männchen sieht auf der Flügeloberseite fast wie das Weißbindiges Wiesenvögelchen (Coenonympha arcania) aus. Der Vorderflügel ist gelbrot, schwarzrandig und der Hinterflügel ist dunkel rußbraun und es scheinen die Augenflecke (Ocellen) der Unterseite etwas durch. Das Weibchen ist etwas heller mit schmalerem Vorderflügelrand. Die Unterseite ist gelbbraun, die Hinterflügel graulichgrün übergossen mit sechs gleichmäßigen Ocellen, wovon die im Analwinkel zuweilen verdoppelt sein kann.

### Ähnliche Arten
- Coenonympha orientalis (Rebel, 1910) hat eine weiße Binde in der Postdiskalregion der Hinterflügelunterseite.

## Verbreitung
Coenonympha leander kommt auf dem südlichen Balkan in den Südkarpaten von Rumänien, in Serbien, Mazedonien, Albanien, Bulgarien und in Nordgriechenland im Vernon-, Askion-, Pindos- und Varnous-Gebirge und in Ost-Thrakien von 350 bis 1900 Meter Höhe vor. Weiters in der Türkei, aber nicht entlang an der Mittelmeerküste, auf der Krim, im Nordwest-Iran und Transkaukasien bis in den südlichen Ural.

## Lebensweise
Die Falter sind auf warmen Waldlichtungen, Waldrändern mit viel Gras, blühenden Pflanzen und Gebüschen anzutreffen. Über die Lebensweise der Raupe ist nichts bekannt.

### Flugzeit
Coenonympha leander fliegt in einer Generation im Jahr (univotil) von Mitte Mai bis Anfang August. In Thrakien fliegt sie schon ab Mitte April.

## Systematik
Die Coenonympha orientalis wird von manchen Autoren als Unterart von C. leander betrachtet.

### Synonyme
- Coenonympha pseudoamyntas de Sagarra, 1930